# Meurtre de Laëtitia Delecluse
L'affaire Laëtitia Delecluse est l'histoire du meurtre de Laëtitia Delecluse, alors âgée de 38 ans, à Ramonchamp dans les Vosges par son compagnon Daniel Rudenko qui fait des aveux partiels le 3 septembre 2014 devant un juge à Épinal. Il reconnaît avoir mis fin aux jours de sa compagne et avoir essayé de cacher son corps qu'il a au préalable démembré dans la cave de leur maison, en pensant ainsi avoir commis le crime parfait. Il affirme l'avoir tuée parce qu'il ne voulait pas que cette dernière le quitte,,.

## Les faits
Laëtitia Delecluse, 38 ans, travaillait dans un établissement pour personnes âgées. Le 2 septembre 2014, après avoir fini son service aux environs de 20 h 30, elle ne donne plus signe de vie. Ses collègues ne parvenant pas à la joindre alertèrent la gendarmerie parce qu'elles étaient au fait de vives tensions dans le couple, alors sur le point de se séparer. C'est ainsi que les gendarmes ont commencé à soupçonner Daniel Rudenko, son compagnon âgé de 44 ans  au moment des faits et géniteur de leurs 2 enfants. Il a été placé en garde à vue à Remiremont.
Au début, il assure n'être au courant de rien, affirmant que sa compagne a quitté le domicile familial le 3 septembre de son plein gré parce qu'elle voulait les quitter lui et les enfants  pour s'installer ailleurs. En guise de preuve à ses allégations, il montre aux enquêteurs un SMS que lui aurait envoyé Laëtitia. Dans le message, on peut lire :  « Je dois partir. Débrouille-toi avec les gamines ! Je n’ai pas envie d’aller en prison. Dis-leur que je les aime très fort malgré tout ce que je leur ai fait ! ». Pour comprendre le Je n’ai pas envie d’aller en prison, il dit aux gendarmes que, la veille de son départ, il avait porté plainte contre elle à cause des maltraitances qu’elle faisait subir à leurs deux enfants. Donc, selon toujours Rudenko, craignant les représailles  de la justice, la mère de famille aurait pris peur et se serait tout simplement enfuie. Au cours de l’enquête, sa version des choses change souvent. Il avait révélé qu'il était endormi quand sa compagne était rentrée cette nuit-là et aurait été victime d'un rapt par des inconnus. À propos de ce sujet, le procureur d’Épinal, Étienne Manteaux, a révélé que : « Mais il est apparu que cet homme a menti, en donnant des circonstances différentes à ses proches, ses voisins ou les enquêteurs. Il a, en tout, donné cinq versions ».
Afin de vérifier les dires de Rudenko, des investigations ont été menées. Ces enquêtes ont confirmé les propos du procureur. En effet, en examinant les fadettes des téléphones des conjoints, il s'est avéré que les mémoires des cellulaires de Rudenko et de Laëtitia Delecluse ont été purgées aux mêmes moments, aux mêmes heures. Cet état de chose prouve que c'est une seule et même personne qui a, non seulement, envoyé les derniers messages, mais qui les a aussi effacés. En questionnant également les enfants du couple, alors âgés de 7 et 9 ans au moment des faits, les enquêtes ont constaté que ces derniers ont été objets de manipulations de la part de leur père : « c’est papa qui a dit de dire ça ».
À la lumière de tout cela, l'étau a commencé à se resserrer contre Rudenko.

## Découverte du corps
Une importante opération de recherche a été menée depuis la disparition dans la perspective de retrouver le corps. C'est un mois après la disparition que sa dépouille a finalement été découverte démembrée et enterrée dans la cave de leur maison familiale,,.

## Procès et condamnation
Placé en garde à vue et écroué le 2 octobre, il a avoué partiellement le meurtre aux enquêteurs, affirmant qu'il n'aurait pas supporté la volonté de sa compagne de le quitter, avec ses filles. Tony Delecluse, le frère de la victime disait que « Laetitia devait emménager dans un nouveau logement le 1er octobre, et le juge devait se prononcer le 10 sur la garde des deux fillettes, âgées de 7 et 9 ans ». Lors de ce procès, Me Welzer l'avocat de Rudenko relativise les choses. Selon lui son client a juste commis un acte de folie qui ne s'apparenterait pas vraiment à un meurtre au sens propre du terme. Il argumente en disant : "On nous dit que c'est un meurtre puisqu'il a visé le cœur, mais il faut qu'il l'ait visé délibérément !"
Brandissant l'affaire Chanal, l'histoire d'un homme accusé du meurtre d'une prostituée après lui avoir porté 53 coups de couteau, l'avocat y voit là un vrai paradoxe par rapport à l'affaire Delecluse. Selon lui, si Rudenko, son client, avait vraiment voulu lui donner la mort, il ne serait pas contenté d'un seul coup de couteau.
L'avocate générale, persuadée que Rudenko a fait ce qu'il pensait réellement, c'est-à-dire donner la mort à sa compagne, requiert à son encontre 25 ans de réclusion criminelle assortie d'une peine de sûreté de 13 ans.
Après plusieurs heures de délibéré, la cour d'assises de Vosges condamne l'accusé à une peine de 20 ans de réclusion criminelle assortie de 11 ans de sûreté.